# Николаевка (Тельмановский район)
Николаевка (укр. Миколаївка) — село на Украине, находится в Тельмановском районе Донецкой области. Под контролем самопровозглашённой Донецкой Народной Республики.

## География
В Донецкой области имеются ещё 9 одноимённых населённых пунктов, в том числе посёлок Николаевка в составе города Харцызска.
Село расположено на левом берегу реки Кальмиуса.
К западу от населённого пункта, по руслу Кальмиуса проходит линия разграничения сил в Донбассе (см. Второе минское соглашение).

#### Соседние населённые пункты по странам света
С: Старомарьевка (выше по течению Кальмиуса)
СЗ: —
СВ: Григоровка, Шевченко
З: —
В: Луково, Петровское, Запорожец
ЮЗ: —
ЮВ: Приморское
Ю: Капланы, Таврическое, Набережное (ниже по течению Кальмиуса)

## Население
Население по переписи 2001 года составляло 254 человека.

## Общие сведения
Почтовый индекс — 87182. Телефонный код — 6279.

## Адрес местного совета
87150, Донецкая область, Тельмановский р-н, с. Луково, ул. Первомайская, 12